# Wilhelm Karol
Wilhelm Leon Karol, auch bekannt als William Karol (* 26. Dezember 1898 in Lemberg, Österreich-Ungarn; † nach 1972), war ein österreichischer Filmmanager.

## Leben und Wirken
Wilhelm Karol wurde am 26. Dezember 1898 in Lemberg – heute Lwiw, Ukraine – als Sohn von Markus Karol und Jetti de Rappaport geboren.
Der jüngere Bruder des Filmproduzenten Jakob Karol durchlief eine kaufmännische Ausbildung und war dann ebenfalls im Filmgeschäft tätig. Von 1920 bis 1923 war er Geschäftsführer bei der Rialto-Film-Compagnie GmbH in Berlin. 1922 verpflichtete ihn sein Bruder als Geschäftsführer für seine Firma Maciste Märkische cinomatographische Theatergesellschaft mbH.
Karol arbeitete sich bis zum UFA-Generalrepräsentanten der in Wien beheimateten Filiale für Ost- und Südosteuropa hoch. In diesem Bereich oblag ihm die Betreuung aller UFA-Angelegenheiten in Österreich und den Balkanstaaten. Bis 1927 war er auch für das Verleihgeschäft deutscher Filme in Italien zuständig und konnte dort einige Erfolge verzeichnen.
Nach der Machtübergabe an die Nationalsozialisten 1933 wurde er als Jude von der UFA entlassen. Im Dezember 1934 reiste Karol nach London; später wirkte er auch in Zürich, Budapest und Bukarest. König Carol II. von Rumänien zeichnete ihn für seine Verdienste im rumänischen Filmwesen im Juni 1935 mit dem Verdienstorden Ordinul Meritul Comercial I. Klasse aus.
Ende September 1938 wanderte Karol mit seiner Ehefrau Anne in die USA aus. Eine weitere Exilstation ist auf Kuba nachweisbar, wo sich das Ehepaar Karol in Havanna niederließ. Auf der Zuckerrohrinsel versuchte er sich im Zweiten Weltkrieg als Farmer und Pflanzer von Luffa. 1944 wurde in der jüdischen Zeitung Aufbau von einem Plan Karols berichtet, einen Mohammed-Stoff zu verfilmen.
1949 kam Karol als Delegierter der mexikanischen Filmproduktion und Generalrepräsentant der wenige Jahre zuvor gegründeten mexikanischen Filmvertriebsgesellschaft Películas Mexicanas (PELIMEX) für Europa, den Nahen Osten und Afrika nach Wien, um Verhandlungen über den Import preisgekrönter mexikanischer Spielfilme nach Österreich und den Export österreichischer Filme nach Mexiko zu führen und entsprechende Verträge abzuschließen.
Bei der Ankunft am New Yorker Flughafen gab Karol am 12. Februar 1962 auf einem Formular für ankommende Passagiere seine ständige Adresse mit „Via Veneto 125, Rom“ an. Über seine letzten Lebensjahre liegen keine Informationen vor. Er starb zu einem nicht bekannten Zeitpunkt nach 1972.

## Familie
Wilhelm Karol war mit der ebenfalls aus Lemberg stammenden Anna Langberg (geb. 12. April 1899) verheiratet, mit der er am 18. Juni 1923 in Berlin-Charlottenburg die Ehe geschlossen hatte.